# Wurzelgeister
Wurzelgeister ist eine als Doppel-LP veröffentlichte Kompilation aus dem Umfeld des deutschen Black Metal aus dem Jahre 2003. Sie genießt unter Sammlern Kultstatus.
Für die Compilation haben einige der wichtigsten deutschen Bands der damaligen Zeit exklusive Lieder beigesteuert, aber auch unbekannte Projekte sind vertreten. Ursprünglich nur als Split-Veröffentlichung zwischen zwei Bands geplant, fanden sich mit der Zeit weitere Bands für den Tonträger. Das Lied Am Sterbebette von Allvaters Zorn erschien auch auf ihrem ersten Demo; A.v.E.d.U von Amok Vedar stammt von der EP Seelenfriede, wurde aber für Wurzelgeister neu aufgenommen. Grabgewalt von Grabnebelfürsten wurde zuvor auf ihrer ersten Demoaufnahme Zeitenwende veröffentlicht und erschien als Bonustitel auf der Erstpressung der Digipak-Version des Albums Von Schemen und Trugbildern. Lunar Auroras Der leere Thron wurde als Bonustitel auf der Wiederveröffentlichung des Albums Seelenfeuer verwendet. Via Obscura und Winterdawn haben sonst keine weiteren Veröffentlichungen.

## Titelliste
1. Grabnebelfürsten – Grabgewalt – 5:44
2. Lunar Aurora – Der leere Thron – 6:59
3. Nagelfar – Der Erlösung Totgeburt – 7:53
4. Amok Vedar – A.v.E.d.U (Anfang vom Ende des Untergangs) – 6:40
5. Pest – Triumph des Todes – 4:46
6. Nocte Obducta – Ein knöchernes Windspiel – 8:24
7. Via Obscura – Vom großen Grunde – 7:45
8. Eternal Frost – Söhne des Adlers – 4:24
9. Winterdawn – Niemandsland – 6:58
10. Paysage D’Hiver – Schnee – 9:48
11. Allvaters Zorn – Am Sterbebette – 6:48

## Gestaltung
Die LP wurde von Aran von Lunar Aurora gestaltet. Das Schallplattencover ist schwarzweiß und zeigt eine ausgemergelte, skelettierte Gestalt, welche ein Mädchen an der Hand hält. Im Inneren befindet sich ein kurzes Beiheft mit Informationen über die Bands sowie ein Plakat im A3-Format.

## Musik
Die vertretenen Bands orientieren sich überwiegend an atmosphärischen Spielweisen des Black Metal und verwenden teilweise dezente Keyboards. Der Klang der LP ist aus produktionstechnischen Gründen schlecht, allerdings haben einige der Bands von Natur aus einen roheren Klang.
Nagelfar, Lunar Aurora und Grabnebelfürsten spielen ihre Lieder in dem für sie typischen atmosphärischen Stil. Nocte Obducta orientieren sich sehr stark am Black Metal, das Lied besteht aus zwei Teilen, der zweite Teil enthält Riffs vom Album Schwarzmetall. Amok Vedar vertreten als einzige Band einen stark keyboard-lastigen, symphonischen Stil. Pest, Via Obskura, Eternal Frost und Winterdawn spielen rohen, schnellen Black Metal ähnlich dem der frühen norwegischen Bands ohne Keyboard. Paysage D’Hiver und Allvaters Zorn haben starke Ambient-Einflüsse.